# David Lesle
David Lesle, född 1684 i Landskrona församling, död februari 1743, var en svensk ämbetsman.

## Biografi
Christian David Lesle (Leslie) föddes 1684 i Landskrona församling. Han hade skotskt påbrå och var son till borgmästaren i Landskrona Christian Lesle (Leslie). Lesle blev 1701 student vid Lunds universitet och arbetade sedan som rådman i Landskrona. Han blev guvernementskommissarie i Skåne och tillförordnad auditör. Lesle blev 1713 justitieborgmästare i Västervik och var riksdagsman för borgarståndet vid riksdagen 1719, riksdagen 1723 och riksdagen 1731. Han avled 1743.

### Familj
Lesle var gift med Helena Oljeqvist.